# Mirollia liui
Mirollia liui är en insektsart som beskrevs av Bei-bienko 1957. Mirollia liui ingår i släktet Mirollia och familjen vårtbitare. Inga underarter finns listade i Catalogue of Life.